# Eddyville (Kentucky)
Eddyville è un comune degli Stati Uniti d'America, situato nello Stato del Kentucky, nella contea di Lyon, della quale è il capoluogo.